# Венера 11
Венера 11 е автоматичен космически апарат, изстрелян от СССР на 9 септември 1978 г. 03:25 стандартно време с цел изследване на Венера. Космическата сонда е с обща маса 4715 кг. Първо е изведена на близка околоземна орбита 205/177 км. Оттам е насочена по траектория към Венера. Спускаемият модул се отделя от орбиталния модул на 23 декември 1975 г. и навлиза в атмосферата на планетата на 25 декември 1975 г. със скорост от 11,2 km/s. След последвало спускане в продължение на около час, апаратът каца на повърхността в 06:24 московско време на място с координати 14° южна ш. и 299° изт. д.. Данни към Земята биват предавани в продължение на 95 минути, след което апаратът излиза от обхвата на радарните станции.
Оборудването включва устройства за измерване на температурата, осветеността и химическия състав на атмосферата. Един от бордните уреди регистрира светкавица. Налични са две цветни телевизионни камери, които не проработват – защитните капаци и на двете камери не се отварят. Анализаторът на повърхностен материал също не проработва. Резултатите от химичния състав на атмосферата показват високо съдържание на Ar36 спрямо Ar40, както и наличието на въглероден монооксид на ниски височини.
Орбиталният модул е оборудван с детектори на слънчев вятър, йонни анализатори и два детектора на гама лъчи – един съветски и един френски. След отделянето на спускаемия апарат, автоматичната станция прелита на 35 000 км от Венера и преминава в хелиоцентрична орбита.